# Francheville (Meurthe-et-Moselle)
Francheville település Franciaországban, Meurthe-et-Moselle megyében. Lakosainak száma 295 fő (2022. január 1.). Francheville Andilly, Avrainville, Bouvron, Jaillon, Manoncourt-en-Woëvre, Toul és Villey-Saint-Étienne községekkel határos.

## Népesség
A település népességének változása:
| Lakosok száma | 238  | 229  | 256  | 287  | 283  | 280  | 281  | 288  | 289  | 295  |
|               | 1968 | 1982 | 1990 | 2006 | 2013 | 2015 | 2017 | 2019 | 2020 | 2022 |